# Lordi
Lordi je finski hard rock/heavy metal sastav koji je s pjesmom "Hard Rock Hallelujah" pobijedio na glazbenom natjecanju na Euroviziji 2006. donijevši time Finskoj njezinu prvu pobjedu. Poznati su po svojim čudovišnim kostimima u kojima nastupaju.

## Povijest
Početkom devedesetih Tomi "Mr Lordi" Putaansuu svirao je u malom sastavu Rovaniemi. Napustio je grupu kada se njeni ostali članovi nisu htjeli složiti s predstavljanjem teatralnih elemenata i rock stilom kojeg bi inspirirao KISS.
Putaansuu je od 1991. počeo objavljivati demo uratke pod imenom Lordi te je tako trajalo nekoliko godina. Godine 1996. napisao je pjesmu "Inferno" te je za nju snimio i glazbeni spot. To je bio školski projekt. Spot nije bio objavljen iz razloga što u njemu Putaansuu nije nosio masku, ali Lordi najavljuju da će se spot pojaviti na njihovom novom Lordi DVD-u. Nakon Infernoa, Putaansuu je imao san. U snu je bio na koncertu na kojem je na pozornici stajao kostur i svirao. Kad se probudio, znao je da će Lordi biti sastav pun čudovišta. Kostur u snu je stjecajem okolnosti postao basist Kalma.
Ostatak sastava se sastao 1996. u Stockholmu. kada su otišli vidjeti KISSov nastup. Od samog početka htjeli su da njihov sastav nastupa sa spektakularnom pirotehnikom, "čudovišnog stila". To, zajedno s njihovim maskiranim imidžom se nije sviđalo nekolicini diskografskih kuća. Neki su govorili da bi trebali svirati black metal zbog maski, a neki da bi trebali nastaviti svirati hard rock ali skinuti maske. Naposljetku, BMG Finland ih je primila i 2002. njihov singl Would You Love A Monsterman postao je pravi hit i nedugo zatim njihov prvi album Get Heavy je prodan u 40,000 primjeraka diljem Finske. Sastav je dosada nekoliko puta mijenjao članove, te su iz originalne postave jedino ostali Mr Lordi i gitarist Amen. Dana 14. veljače 2012. iz zasada još nepoznatih razloga preminuo im je bubnjar Tonmi Lillman "Otus", koji je bio član sastava od 2010. godine.

## Kostimi
Maske čudovišta i kostimi koje sastav nosi izrađeni su od lateksa. Maska Mr Lordija je bila lijepljena komadić po komadić. Ostale maske su, prema članovima sastava, čvrste kacige. Za stavljanje maski ostalim članovima sastava treba oko 20 minuta, ali Mr Lordiju treba 2-3 sata. Mr Lordi je spomenuo da im kostimi još uvijek imaju ponešto originalnih dijelova iz 1996. godine. Također je rekao i da su ih kostimi koštali "nekoliko stotina eura". Članovi sastava rade šminku jedni drugima.
Kostimi čudovišta su veoma važne komponente Lordijeva društvenog imidža, pa se ne žele slikati niti intervjuirati bez njih. Lordi su nekoliko puta intervjuirani i bez maski, ali su snimani straga da im se ne vidi lice. Lordi razgovaraju s novinarima na engleskom, a ne na finskom.
Lordi su napravili kostime po uzoru na hard rock sastav KISS. Mr Lordi je izjavio da bez KISS-a grupa Lordi vjerojatno ne bi postojala. Kostimi također vuku usporedbe sa shock rock grupom GWAR koja nosi vrlo slične lateks kostime, iako im je glazbeni stil mnogo drugačiji. 
Mr Lordi je u intervjuima tvrdio da nije ni znao tko su GWAR kad je formirao sastav. GWAR sastav je počeo nositi kostime 1985, 11 godina prije nego Lordi. 
Maska Mr Lordija bila je prodana za više od 6000 eura na aukciji koju je organizirala YLE.

## Eurosong 2006.
U Eurosongu 2006. finalu u Ateni Lordi su predstavljali Finsku s pjesmom Hard Rock Hallelujah nakon probijanja kroz polufinale. Sastav je osvojio 292 boda, 44 boda više od Dime Bilana koji je predstavljao Rusiju. Lordi su također otvorili Eurosong 2007. godine.

## Članovi

### Trenutni
- Mr Lordi - vokal (Tomi Putaansuu) (1996.-)
- Amen - električna gitara (Jussi Sydänmaa) (1996.-)
- Hiisi - bas-gitara (2019.-)
- Mana - bubnjevi (2012.-)
- Hella - klavijature (2012.-)

### Bivši
- G-Stealer - bas-gitara (Sami Keinänen) (1996. – 1999.)
- Magnum - bas-gitara (Sami Wolking) (1999. – 2002.)
- Kalma - bas-gitara (Niko Hurme) (2002. – 2005.)
- Enary - klavijature (Erna Siikavirta) (1997. – 2005.)
- Kita - bubnjevi (Sampsa Astala) (2000. – 2010.)
- Otus - bubnjevi (Tonmi Lillman) (2010. - preminuo 14. veljače 2012.)
- Awa - klavijature (Leena Peisa) (2005. – 2012.)
- OX - bas-gitara (Samer el Nahhal) (2005. – 2019)

## Diskografija
Studijski albumi
- Get Heavy (2002.)
- The Monsterican Dream (2004.)
- The Arockalypse (2006.)
- Deadache (2008.)
- Babez for Breakfast (2010.)
- To Beast or Not to Beast (2013.)
- Scare Force One (2014.)
- Monstereophonic (Theaterror vs. Demonarchy) (2016.)
- Sexorcism (2018.)
- Killection (A Fictional Compilation Album) (2020.)
- Lordiversity (2021.)

Kompilacije
- "The Monster Show" (spoj albuma Get Heavy i The Monsterican Dream) (2005.)
- "Zombilation - The Greatest Cuts" (2009.)
- "Scarchives Vol. 1" (2012.)

### Singlovi
- "Would You Love a Monsterman?" (2002.)
- "Devil Is a Loser" (2003.)
- "Blood Red Sandman" (2004.)
- "My Heaven Is Your Hell" (2004.)
- "Hard Rock Hallelujah" (2006.)
- "Who's Your Daddy?" (2006.)
- "It Snows in Hell" (2006.)
- "They Only Come Out at Night" (2007.)
- "Beast Loose in Paradise" (2008.)
- "Bite It Like a Bulldog" (2008.)
- "Deadache" (2008.)
- "This Is Heavy Metal" (2010.)
- "Rock Police" (2010.)
- "The Riff" (2013.)
- "Nailed by the Hammer of Frankenstein" (2014.)
- "Hug You Hardcore" (2016.)
- "Your Tongue's Got the Cat" (2018.)
- "Naked in My Cellar" (2018.)
- "Shake the Baby Silent" (2019.)
- "I Dug a Hole in the Yard for You" (2019.)
- "Like A Bee To The Honey" (2020.)
- "Believe Me" (2021.)

### DVD
- "Market Square Massacre" (2006.)
- "Bringing back the Balls to Stockholm 2006" (2007.)
- "Recordead Live – Sextourcism in Z7" (2018.)

## Filmovi
- The Kin (2004.)
- Dark Floors (2008.)

## Vanjske poveznice
Službena stranica